# آدری نونا
آدری چو (انگلیسی: Audrey Chu؛ زادهٔ ۲ آوریل ۱۹۹۹) که با نام هنری آدری نونا (انگلیسی: Audrey Nuna) شناخته می‌شود، خواننده و رپر آمریکایی است. او بیشتر به خاطر تک‌آهنگ‌های «Damn Right» و «کامیک سَنز» (با همکاری جک هارلو) شناخته می‌شود. آدری در نیوجرسی، ایالت متحده متولد و بزرگ شد و مدتی در مؤسسه موسیقی کلایو دیویس وابسته به دانشگاه نیویورک تحصیل کرد، اما برای تمرکز بیشتر بر حرفهٔ موسیقی، تحصیلات خود را موقتاً کنار گذاشت. آثار او تلفیقی از سبک‌های پاپ، آراندبی، رپ و ترپ هستند. وی با شرکت اریستا رکوردز زیرمجموعهٔ سونی میوزیک انترتینمنت قرارداد دارد.

## زندگی اولیه و حرفه
آدری نونا در منطقهٔ حومه‌نشین مانالاپان، نیوجرسی، ایالات متحده بزرگ شد. او در نوجوانی فعالیت موسیقی خود را با انتشار بازخوانی‌هایی از آهنگ‌ها در اینترنت آغاز کرد. نخستین اجرای عمومی مهم او در سن ده سالگی و با خواندن سرود «آمریکای زیبا» در مسابقات تنیس آزاد آمریکا بود. در دوران تحصیل در مؤسسهٔ کلایو دیویس در بروکلین، تهیه‌کننده و مدیر برنامهٔ آینده‌اش، انوار ساویر، با مشاهدهٔ اجراهایش در اینستاگرام با او تماس گرفت. آدری در سال ۲۰۱۸ انتشار قطعات مستقل خود را آغاز کرد و پس از انتشار دو تک‌آهنگ دیگر در سال ۲۰۱۹، با شرکت اریستا رکوردز قرارداد امضا کرد. او با قطعاتی همچون «زمان»، «کاغذ» و همکاری با جک هارلو در ترانهٔ «کامیک سَنز» فعالیت حرفه‌ای خود را آغاز کرد. آدری در سال ۲۰۲۰ نام هنری خود را به آدری نونا تغییر داد و با انتشار تک‌آهنگ‌هایی نظیر «damn Right» و «damn Right Pt. 2» (با همکاری دی‌جی اسنیک) بیشتر شناخته شد. در سال ۲۰۲۱، آدری یک پروژهٔ موسیقایی شامل ده قطعه تحت عنوان یک صبحانهٔ مایع منتشر کرد که ترکیبی از آهنگ‌های پیشین و آثار جدید بود.